# Zaboks järnvägsstation

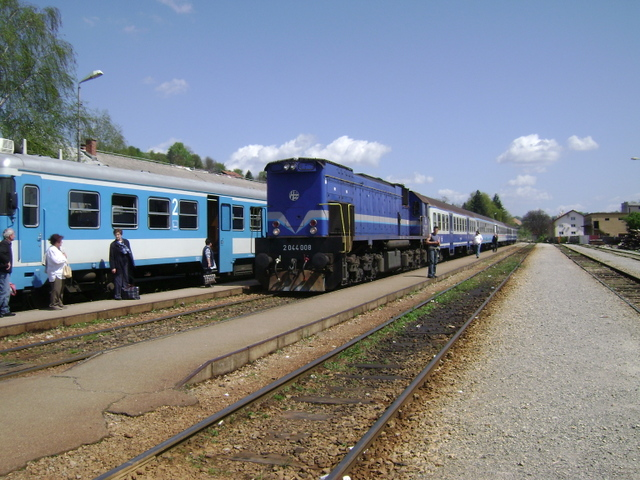
Zaboks järnvägsstation (2008)

Zaboks järnvägsstation ligger i staden Zabok på linjen mellan Zagreb och ungerska gränsen vid Kotoriba (Zagorska järnvägen). Från järnvägsstationen utgår även två lokala linjer mot Krapina (Đurmanecbanan) respektive Gornja Stubica.